# Jamison Battle
Jamison P. Battle (Robbinsdale, 10 maggio 2001) è un cestista statunitense, professionista nella NBA con i Toronto Raptors e in G League con gli Raptors 905.

## Carriera
Dopo aver completato la carriera collegiale con i GW Colonials, i Minnesota Golden Gophers e gli Ohio State Buckeyes, non viene scelto al Draft NBA 2024, rimanendo undrafted. Firma poi un two-way contract con i Toronto Raptors, venendo associato alla squadra affiliata dei Raptors 905 in G League.

## Statistiche

### College
| Anno      | Squadra             | PG  | PT  | MP   | TC%  | 3P%  | TL%  | RP  | AP  | PRP | SP  | PP   |
| --------- | ------------------- | --- | --- | ---- | ---- | ---- | ---- | --- | --- | --- | --- | ---- |
| 2019-2020 | GW Revolutionaries  | 32  | 30  | 35,3 | 39,9 | 36,6 | 84,6 | 5,2 | 0,6 | 0,4 | 0,4 | 11,8 |
| 2020-2021 | GW Revolutionaries  | 15  | 15  | 36,5 | 47,5 | 35,4 | 78,7 | 5,2 | 0,7 | 0,9 | 0,3 | 17,3 |
| 2021-2022 | Minnesota Gophers   | 29  | 29  | 36,7 | 45,0 | 36,6 | 75,9 | 6,3 | 1,0 | 0,4 | 0,4 | 17,5 |
| 2022-2023 | Minnesota Gophers   | 27  | 27  | 35,6 | 37,1 | 31,1 | 78,1 | 3,8 | 1,7 | 0,6 | 0,4 | 12,4 |
| 2023-2024 | Ohio State Buckeyes | 35  | 35  | 31,4 | 46,9 | 43,3 | 92,6 | 5,2 | 1,4 | 0,4 | 0,2 | 15,3 |
| Carriera  | Carriera            | 138 | 136 | 34,8 | 43,1 | 36,9 | 83,3 | 5,2 | 1,1 | 0,5 | 0,4 | 14,6 |

### NBA

#### Regular Season
| Anno      | Squadra         | PG | PT | MP   | TC%  | 3P%  | TL%  | RP  | AP  | PRP | SP  | PP  |
| --------- | --------------- | -- | -- | ---- | ---- | ---- | ---- | --- | --- | --- | --- | --- |
| 2024-2025 | Toronto Raptors | 59 | 10 | 17,7 | 42,9 | 40,5 | 88,9 | 2,7 | 0,9 | 0,3 | 0,2 | 7,1 |
| Carriera  | Carriera        | 59 | 10 | 17,7 | 42,9 | 40,5 | 88,9 | 2,7 | 0,9 | 0,3 | 0,2 | 7,1 |

### G League
| Anno      | Squadra     | PG | PT | MP   | TC%  | 3P%  | TL%  | RP  | AP  | PRP | SP  | PP   |
| --------- | ----------- | -- | -- | ---- | ---- | ---- | ---- | --- | --- | --- | --- | ---- |
| 2024-2025 | Raptors 905 | 17 | 17 | 28,4 | 49,0 | 44,8 | 75,0 | 4,4 | 1,5 | 0,3 | 0,3 | 12,4 |
| Carriera  | Carriera    | 17 | 17 | 28,4 | 49,0 | 44,8 | 75,0 | 4,4 | 1,5 | 0,3 | 0,3 | 12,4 |